# 銀嬌
《銀嬌》（韓語：은교）是一部2012年上映的韓國電影。改編自韓國著名社會學作家朴範信的同名小說，與《Cholatse》、《古山子》並稱為朴氏「渴望三部曲」。原著中深度描繪人的內心及原始慾望。《銀嬌》被看作是韓版《一樹梨花壓海棠》，講述一位備受尊敬的高齡詩人與他的侍從門生及一位十七歲高中少女三人之間嫉妒和迷戀的故事。
金高銀在300位試鏡者中受到導演青睞，首次出演大銀幕即擔任女主角，男主角則是大鐘獎、青龍獎雙料影帝朴海日，金高銀並以此作獲得大鐘獎、青龍獎等多座電影獎項新人獎。

## 劇情介紹
七旬的國寶級詩人李寂寥，意外戀上十七歲的花季少女銀嬌，卻引發了年輕弟子徐志友的嫉妒介入，三人之間複雜的愛慾糾葛。

## 演員陣容
- 朴海日 飾 李寂寥
- 金武烈 飾 徐志友
- 金高銀 飾 銀嬌
- 鄭滿植
- 朴哲賢
- 白鉉真 飾 評論家

## 獎項提名及獲獎
| 年度   | 大獎                            | 獎項                   | 演員   | 結果 |
| ------ | ------------------------------- | ---------------------- | ------ | ---- |
| 2012年 | 第2屆美麗的藝術家獎             | 新人藝術家獎           | 金高銀 | 獲獎 |
| 2012年 | 第4屆韓國電影記者協會今年電影獎 | 女新人獎               | 金高銀 | 獲獎 |
| 2012年 | 第8屆堤川國家音樂電影節         | Rising Star            | 金高銀 | 獲獎 |
| 2012年 | 第13屆釜山電影評論家協會獎      | 新人女演員獎           | 金高銀 | 獲獎 |
| 2012年 | 第21屆釜日電影獎                | 新人女演員獎           | 金高銀 | 獲獎 |
| 2012年 | 第32屆電影評論家協會            | 最佳女新人             | 金高銀 | 獲獎 |
| 2012年 | 第33屆青龍電影獎                | 最佳新人女演員         | 金高銀 | 獲獎 |
| 2012年 | 第49屆大鐘獎                    | 最佳新人女演員         | 金高銀 | 獲獎 |
| 2012年 | 第49屆大鐘獎                    | 最佳女主角             | 金高銀 | 提名 |
| 2012年 | Mnet 20's Choice                | 20's 電影之星(女)      | 金高銀 | 提名 |
| 2013年 | 第12屆紐約亞洲電影節            | Rising Star            | 金高銀 | 獲獎 |
| 2013年 | 第49屆百想藝術大賞              | 電影部門女子新人演技賞 | 金高銀 | 提名 |
| 2013年 | 第49屆百想藝術大賞              | 電影部門女子人氣賞     | 金高銀 | 提名 |
| 2013年 | 年度電影獎                      | 新人賞                 | 金高銀 | 獲獎 |

## 外部連結
- NAVER電影 （页面存档备份，存于）
- 豆瓣电影上《銀嬌》的資料 （简体中文）

1. ↑  . Korean Film Biz Zone.   [2024-10-25]. （原始内容存档于2024-06-11） （英语）.